# Allobates caeruleodactylus
Allobates caeruleodactylus – opisany w 2001 roku gatunek płaza bezogonowego z rodziny Aromobatidae. Jego epitet gatunkowy pochodzi od łacińskiego słowa ceruleus, -a, -um (błękitny, modry, ciemnoniebieski) i od dactylus oznaczającego palec. Nazwę gatunkową można więc przetłumaczyć jako „błękitnopalczasty”.

## Występowanie
Jest to gatunek endemiczny. Występuje on tylko w brazylijskiej Amazonii, w stanie Amazonas.
Siedliskiem tego stworzenia są tropikalne wilgotne lasy nizinne, rzeki, bagna.

## Status zagrożenia
W Czerwonej księdze gatunków zagrożonych IUCN Allobates caeruleodactylus od 2023 roku jest klasyfikowany jako gatunek najmniejszej troski (LC, ang. Least Concern); wcześniej, od 2004 roku uznawano go za gatunek niedostatecznie rozpoznany (DD, Data Deficient). W miejscu typowym jest to gatunek bardzo liczny. Lokalnie zagraża mu wycinka lasów, poszerzanie się terenów zamieszkanych przez ludzi oraz prowadzenie działalności wydobywczej.